# Mustvee
Mustvee – miasto we wschodniej Estonii, w prowincji Jõgeva. Leży nad jeziorem Pejpus w miejscu ujścia rzeki Mustvee.  Liczy 1756 mieszkańców (2006). Mniej więcej połowę z nich stanowią Rosjanie.